# Richard Brydon
Richard Brydon – australijski zapaśnik walczący w stylu wolnym. Brązowy medalista mistrzostw Oceanii w 1992 roku.